# Anthrenus palaeoaegyptiacus
Anthrenus palaeoaegyptiacus là một loài bọ cánh cứng trong họ Dermestidae. Loài này được Grüss miêu tả khoa học năm 1930.